# Dominica ai XXII Giochi olimpici invernali
Dominica ha partecipato ai XXII Giochi olimpici invernali, che si sono svolti dal 7 al 23 febbraio a Soči in Russia, con una delegazione composta da un atleta.

## Sci di fondo
| Gara            | Atleta                        | Finale | Finale   | Finale    |
| Gara            | Atleta                        | Tempo  | Distacco | Posizione |
| --------------- | ----------------------------- | ------ | -------- | --------- |
| 15 km maschile  | Gary di Silvestri             | DNF    | DNF      | DNF       |
| 10 km femminile | Angelica Morrone di Silvestri | DNS    | DNS      | DNS       |